# ChipMixer
ChipMixer là một dịch vụ rửa tiền điện tử hoạt động từ Việt Nam trên các máy chủ chạy ở Đức. Dịch vụ này bị cáo buộc đã được sử dụng để rửa hơn ba tỷ đô la trong khoảng thời gian sáu năm.

## Dịch vụ
Dịch vụ này cho phép khách hàng che dấu nguồn gốc của các giao dịch tiền điện tử. Việc ẩn danh này rất hữu ích cho những tên tội phạm sử dụng dịch vụ này khi mua hàng bất hợp pháp từ các thị trường darknet. Ngoài ra, bọn tội phạm muốn  che giấu nguồn gốc của các khoản thanh toán ransomware đã sử dụng dịch vụ này.
Hầu hết các loại tiền điện tử được thiết kế theo cách mà về nguyên tắc, mọi giao dịch đều có thể theo dõi được. Mặc dù không có tên rõ ràng, nhưng có thể xem được các địa chỉ tương ứng. Máy trộn tiền điện tử đảm bảo cơ chế gửi và rút tiền tự động trộn lẫn, cho nên không còn rõ được tiền điện tử đến từ đâu.

## Tịch thu
Trang mạng và các máy chủ phụ trợ đã bị Europol(với sự phối hợp của Cảnh sát Liên bang Đức (BKA), (Cục Điều tra Liên bang Hoa Kỳ (FBI)) cho ngưng hoạt động cũng như tịch thu vào ngày 15 tháng 3 năm 2023. Cảnh sát Đức cũng đã tịch thu 46 triệu đô la tiền điện tử.

## Đầu sỏ
Điều hành dịch vụ là một người có quốc tịch Việt Nam, 49 tuổi, có tên là Nguyễn Minh Quốc, hiện đang bị FBI truy nã vì tội rửa tiền, điều hành một doanh nghiệp chuyển tiền không giấy phép và đánh cắp danh tính. Nguyễn Minh Quốc, có bằng tiến sĩ kỹ sư điện tử tại Đài Loan trong lĩnh vực kỹ sư điện tử, đã điều hành ChipMixer từ năm 2017.